# Shmouel Shmelke Horowitz
Pour les articles homonymes, voir Horowitz.
Shmouel Shmelke HaLevi Horowitz de Nikolsbourg (né en 1726 à Tchortkiv en Galicie, mort en 1778 à Nikolsbourg, margraviat de Moravie) est un rabbin orthodoxe et l'un des premiers grands rabbins hassidiques.
Il est le fils aîné de Rabbi Tsvi Hirsh de Tchortkiv, aujourd'hui en Ukraine. Il trace sa lignée directement au prophète Samuel, lui aussi un lévite. Il est le frère aîné de Pinchas Horowitz, et tous deux appartiennent au cercle des élèves du rabbin Dov Baer de Mezeritch.
Shmouel Shmelke est rabbin dans des communautés polonaises puis de Galicie. En 1754, il est appelé à Ryczwal et 1766 à Sieniawa, en Pologne. De 1773 jusqu'à sa mort, il sert dans la ville morave de Nikolsbourg, d'abord comme président de la juridiction juive, ensuite comme rabbin de la Moravie.
Shmouel Shmelke Horowitz est considéré comme un pionnier du hassidisme.